# Varga Mihály (plébános)
Varga Mihály (Penc, 1861. szeptember 26. – Kiskunmajsa, 1935. szeptember 28.) római katolikus esperes-plébános.

## Életútja
Varga János és Dudovits Mária fia. A váci püspöki megyében lett pap és 1888. július 18-án fölszenteltetett. Segédlelkész volt Södi, Úri, Sári és Félegyháza helyeken, 1890-ben II. osztályú tábori lelkész és székesegyházi karkáplán lett; 1899-től pedig plébános Csongrád-Csányon. 1901-ben XIII. Leó pápa gróf Csáky Károly váci püspök közbenjárása folytán a váci egyházmegyében pápai tiszteletbeli káplánná nevezte ki. 1907-ig volt váci pap és akkor Csáky Károly püspök a csanyteleki plébániát átadta neki, melyet nemsokára felcserélt a kiskunmajsai plébániával. Itt irodalmi munkásságát még fokozottabban folytatta és megírta az egész országban elterjedt és számos kiadást megért Örökimádás című imakönyvét. 
Varga Mihályt több kitüntetés érte, így esperes, majd apát lett. 1935 júniusában volt ötvenedik évfordulója annak, hogy pappá szentelték. Ezt a jelentős évfordulót 1935. október 5-én akarta megünnepelni és manuduktorának dr. Varázséji Béla prelátust fel is kérte. Varázséji már készült az utazásra, amikor távirat érkezett Kiskunmajsáról, hogy az öreg plébános váratlanul meghalt. A megyés főpásztor maga kívánta kiváló papjának a végtisztességet megadni, de a katolikus nagygyűlés miatt nem mehetett le a temetésre. Ezért Kovács Sándor kecskeméti plébánost, főesperest bízta meg, hogy a temetés szertartását helyette végezze. A kerület nagy részvéte mellett temették el Varga Mihályt, a Váci egyházmegye egyik nagyrabecsült papját. 

## Munkái
- Borús napok. Elbeszélések. Budapest, 1891. (Ism. Magyar Szemle 35. sz. Magyar Állam 208. sz. Irodalmi Szemle 2. sz., 3. kiadás. Uo. 1892. 4. k. Vác).
- Alkalmi szent beszédek. Budapest, 1895.
- Az üdvösség útja Liguori szent Alfonz munkája. Vác...
- La Salette története. Írta Ullathorne angol püspök, ford. 2. kiadás 3 képpel. Uo. év n. (nyom. Budapesten).
- Örök imádás. A legméltóságosabb oltári szentség imakönyve. Walser Izsó után ford. Csongrád-Csány, 1899. (2. kiadás képekkel. Nyom. Szegeden. Első teljes kiadás. Uo. 1900., 4. k. Csány-telek, 1905. Nyom. Budapesten).

Szerkesztette a Reménységünk c. képes havi folyóiratot 1897. júniustól 1900. szeptemberig Vácon és Csongrád-Csányon.